# 三留野宿

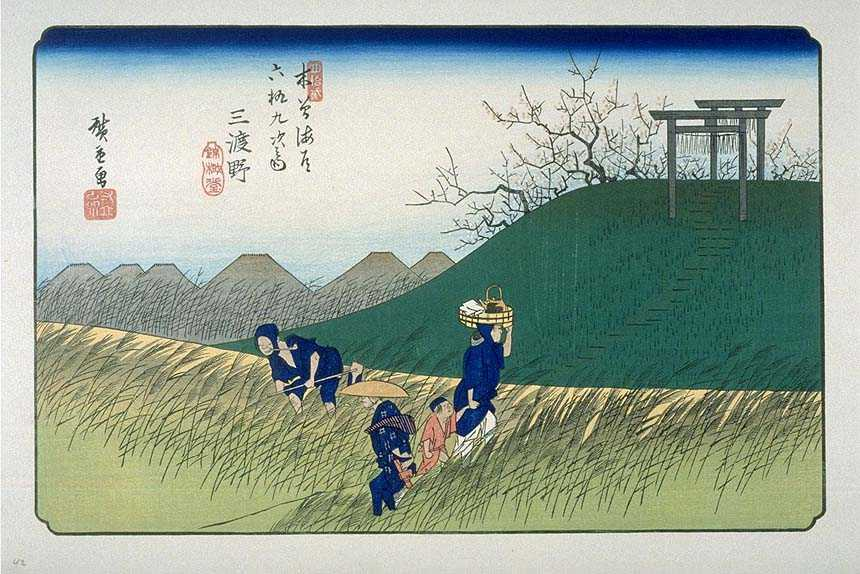
歌川広重「木曽海道六十九次・三渡野」

三留野宿（みどのじゅく）は、中山道41番目の宿場（→中山道六十九次）。長野県木曽郡南木曽町に位置する。明治時代の大火で町並みが失われてしまったが、江戸時代には妻籠宿と並んで栄えた宿場町であった。

## 特徴
天保14年（1843年）の『中山道宿村大概帳』によれば、三留野宿の宿内家数は77軒、うち本陣1軒、脇本陣1軒、旅籠32軒で宿内人口は594人であった。
南木曽駅の北が当時の宿場町の中心だが、1881年（明治15年）の大火で多くの建物が焼失したことに加え、鉄道が開通したため現在の町の賑わいは駅周辺に移っている。

## 最寄り駅
- JR中央本線 南木曽駅

## 史跡・みどころ

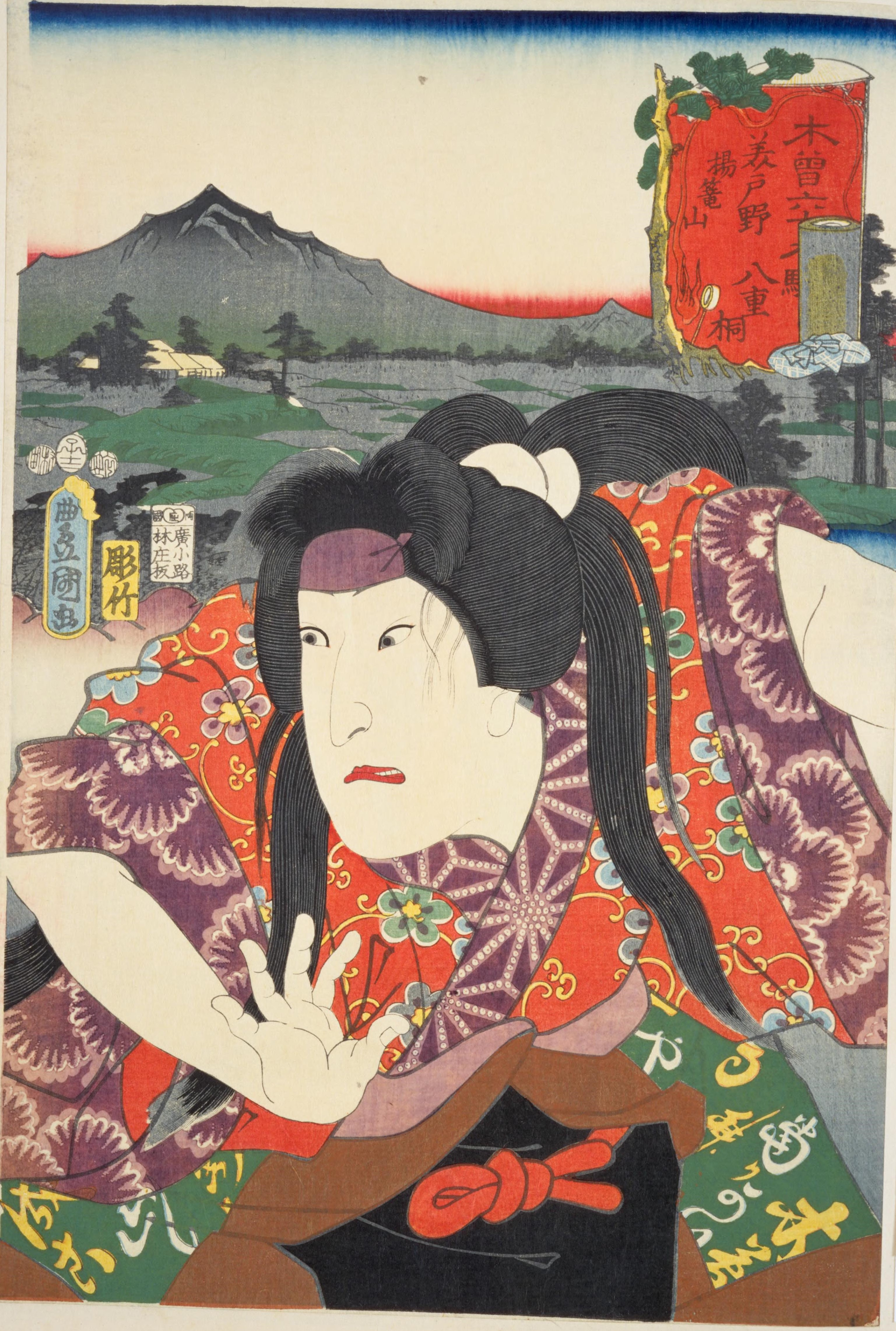
三代目歌川豊国「木曽六十九駅 美戸野揚籠山・八重桐」

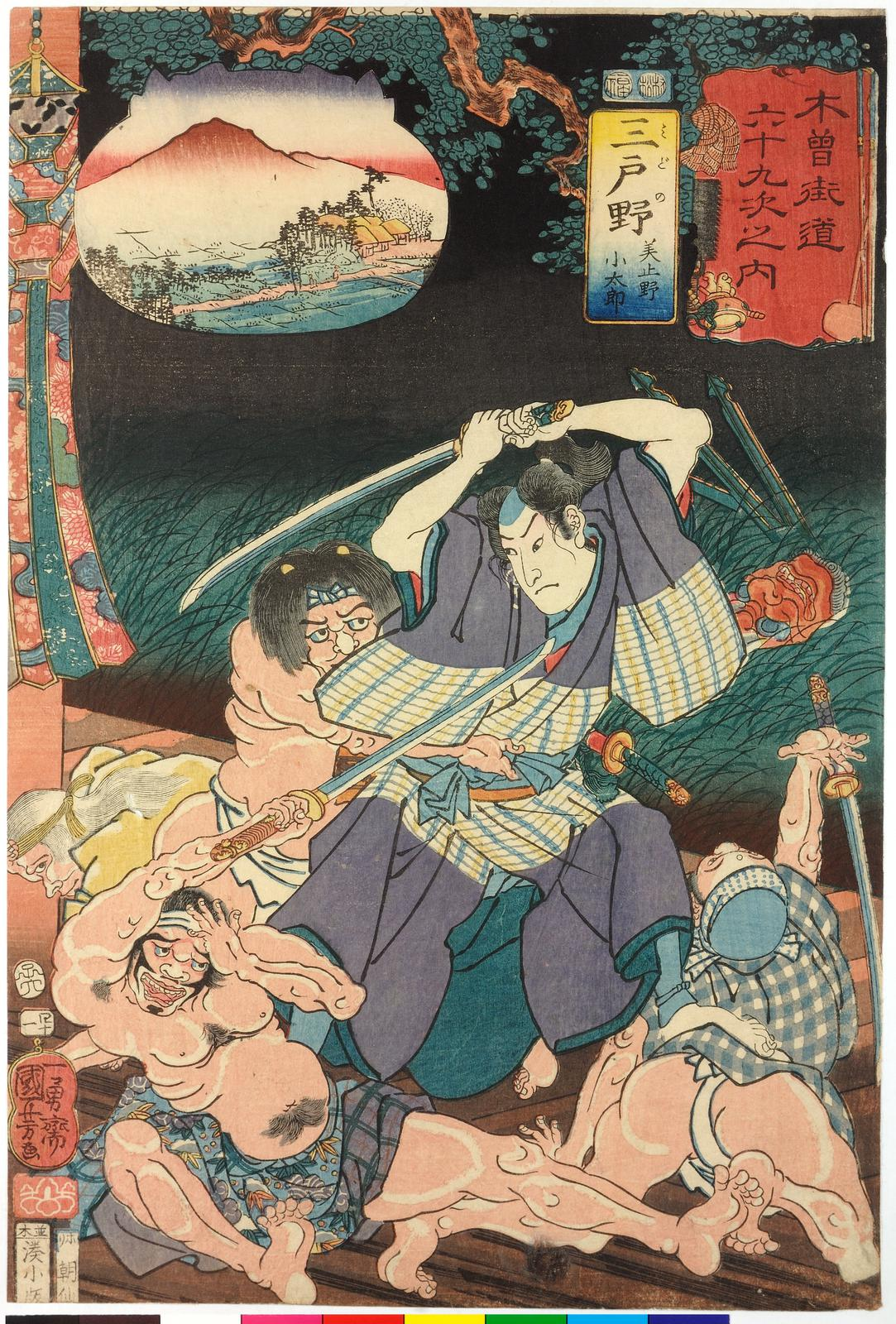
歌川国芳「木曽街道六十九次之内　三戸野　美止野小太郎(歌舞伎小栗判官の登場人物)」

- 卯建（うだつ）のある家
- 塗屋造（ぬりやづくり）の家
- 本陣跡：明治天皇行在所記念碑が建つ。
- 等覚寺

妻籠宿までの史跡・みどころ
- 園原先生碑
- ＳＬ公園
- ふりそで松：木曾義仲・巴御前ゆかりの松
- かぶと観音：境内には義仲の腰掛石がある。
- 上久保の一里塚
- しろやま茶屋
- 妻籠城址

## 隣の宿
中山道
野尻宿 - 三留野宿 - 妻籠宿